# Marco Misciagna
Marco Misciagna (n. 5 februarie 1984, Bari, Italia) este un violonist, violonist și padagog italian.

## Biografie

### Formare
Marco Misciagna e născut la Bari in Italia. A absolvit Conservatorul N.Piccinni din Bari,la vârsta de 15 ani vioara și viola și ulterior s a diplomat la Academia Naționala din Santa Cecilia din Roma. Fiind ales cel mai bun elev dintre conservatoareledin Italia, a fost invitat de fostul președinte a Republicii Italiene Carlo Azeglio Ciampi la Palatul Quirinale la Roma. A studiat cu Corrado Româno și cu Dorde Trkulja (vioara întâi din Cvartetul din Zagreb). 
Apoi a studiat cu Salvatore Accardo În Academia Stauffer Din Cremona, cu Boris Belkin și cu Yury Bashmet La Academia Chigiana Din Siena, Urmând apoi o diplomă de onoare și învingând de două ori și premiul Monte dei Paschi din Siena, ca cel mai bun violonist și cel mai bun violinist ai cursurilor (prima dată în istoria Academiei).
In 1999 a obținut primul premiu pentru tineri talentați muzical “M. Benvenuti” din Vittorio Veneto.

### Cariera
Pentru mai mulți ani a fost solistul Orchestrei de coarde spaniola din Málaga și a fost oaspetele unor instituții internaționale printre care Berliner Filarmonica, Hamburg Laieszahalle, Mannheim Rosengarten, Meistersingerhalle Norimberg, Prinzeregententheater din Monaco, Teatrul Arriaga din Bilbao, Musikverein din Viena, Teatrul Victoria Eugenia și-n Sân Sebastian, Komitas Chamber Music Hall, Opera din Kiev, Dar Sebastian in Tunisia, Sala Sinopoli Auditorium Parco Della Muzica din Roma, Teatrul Balboa din Sân Diego din California, Teatrul FOX Tucson, SF Francisc Auditorium din Santa Fe, New Mexico, CW Eisemann Center, Rudder teatru, Empire Teatru din Texas, American Teatru din Hampton, Virginia, Lehman Center și Carnegie Hall din New York.

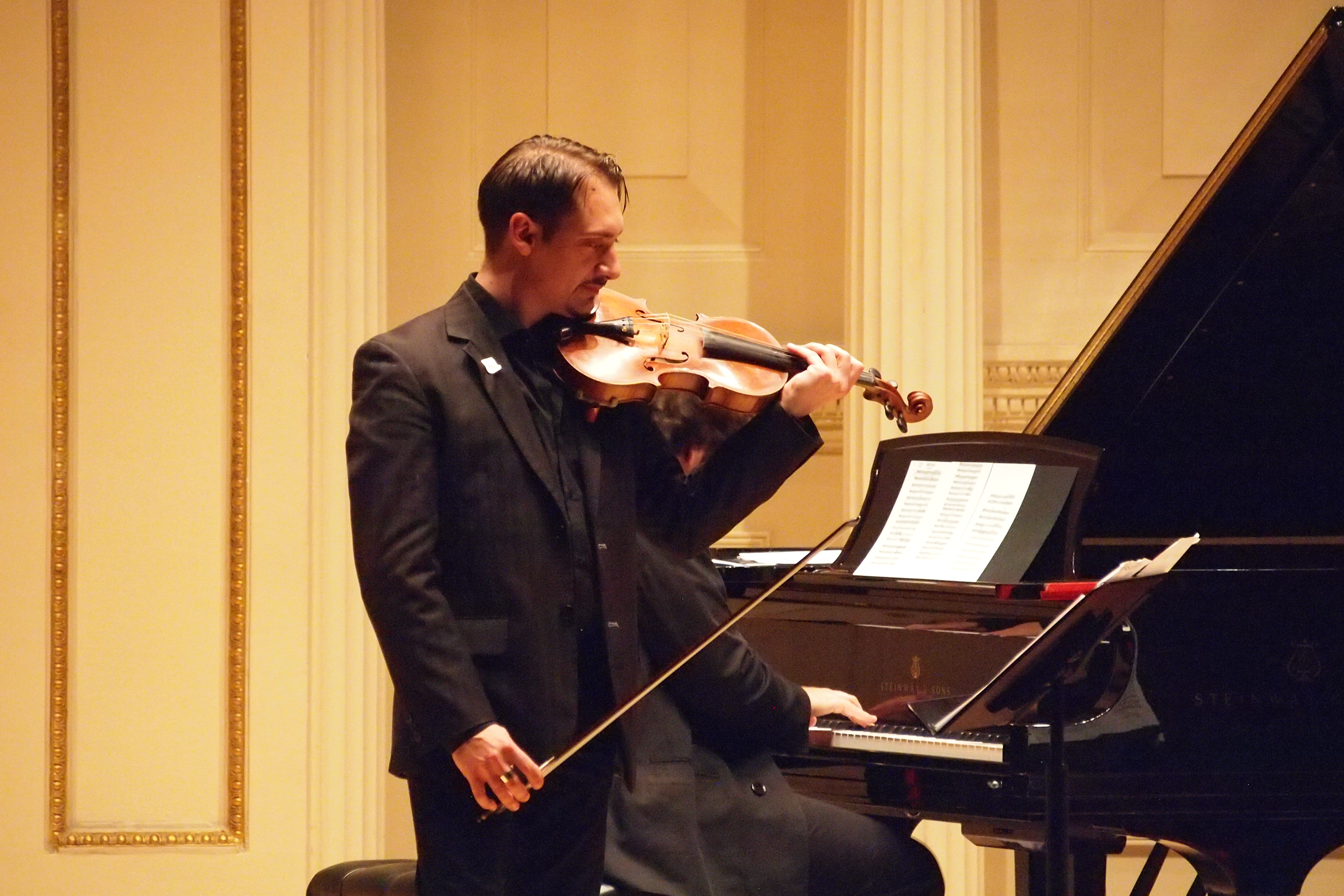

A colaborat cu Uto Ughi, Alexander Rudin, Sergey Stadler, Alexander Markov, Mariana Sirbu, Gianluigi Gelmetti, Ramin Bahrami, Antony Pay, Franco Petracchi, José Serebrier, și Vladimir Zubitsky.
In anul 2018 a fost desemnat de către prim vice primministru ucrainean pentru medalia de aur pentru comemorarea a aniversării de 150 de ani a Operei de stat din Kiev. 
Este Ofițer Corpului Militar Voluntar a Crucii Roșii Italiane, auxiliar al forțelor armate, prin Decret președintelui Republicii.
Albumul său pe CD, dedicat lucrării 41 de capricii pentru violă, op. 22 de Bartolomeo Campagnoli, în aranjamentul pentru violă și pian realizat de Carl Albert Tottmann și produs de Brilliant Classics, a fost recompensat cu două medalii de aur la Global Music Awards (California).

### Activitate didactică
Este profesor de violă la Conservatorul de Muzică Nino Rota din Monopoli și profesor asociat de vioară și violă în cadrul Departamentului de Muzică și Arte Spectacolului al Universității Bilkent din Ankara.
E profesor cu titlul onorific la Conservatorul de stat S.Rachmaninov din Tambov, la Far Eastern State Superiore di muzica din Vladivostok, Sousse Universitatea din Sousse (Tunisia), Conservatoorul Estaban Salas din Santiago de Cuba, Pettman Național Junior Academia de muzica (Auckland, Noua Zeelandă), Conservatoorul Komitas din Erevan (Armenia).

## Discografie

### Albume
- Note di Solidarietà per Casalnuovo Monterotaro: lucrări de Henryk Wieniawski, Heinrich Wilhelm Ernst și Niccolò Paganini. Dynamic (CDT5065). Marco Misciagna (vioară). 2003[19]
- Christmas In Classic: aranjamente clasice de Crăciun pentru vioară/violă și chitară. Marco Misciagna (vioară). Terramiamusic. 2010[20]
- Carulli, Giuliani, Paganini. Marco Misciagna (vioară). Digressione Music (DCTT113). 2018[21]
- The Curve Of A Day: Ultima stradă a lui Janusz Korczak (vioară) – Canto pentru Groznyj (violă). Marco Misciagna (vioară / violă). Idyllium. 2016[22]
- Sette – Marco Misciagna (vioară). Digressione Music (DIGR77). 2017[23]
- Chamber and Piano Solo Works, Vol. 3 – Marco Misciagna (violă). IMD. 2020[24]
- Beautiful Melodies for Viola and Piano - lucrări de Johann Sebastian Bach, Johann Georg Benda, Joseph Haydn, Camille Saint-Saëns, Claude Debussy. Marco Misciagna (violă). IMD. 2021[25]
- The Greatest Movie Soundtracks for Viola and Piano –  Marco Misciagna (violă). IMD. 2022[26]
- Maurice Vieux – Complete Music for Unaccompanied Viola (înregistrare în premieră mondială): 20 Études (1927); 10 Études sur des traits d'orchestre (1928); 10 Études sur les intervalles (1931); 10 Études nouvelles (1956). Marco Misciagna (violă). Digressione Music (DCTT129). 2022[27]
- Bartolomeo Campagnoli – 41 Caprices for Viola, Op. 22, aranjate pentru violă și pian de Carl Albert Tottmann. Marco Misciagna (violă). Brilliant Classics (96551). 2022[28]
- Federigo Fiorillo – 36 Caprices Op.3 for Violin, transcrise pentru violă de Marco Misciagna. Marco Misciagna (violă). Brilliant Classics (97018). 2023[29]
- Albrecht Blumenstengel – 24 Etudes Op.33 for Violin, transcrise pentru violă de Marco Misciagna. Marco Misciagna (violă). MM. 2023[30]
- Richard Hofmann – 15 Studies Op.87 for Viola. Marco Misciagna (violă). MM. 2024[31]
- Francesco Paolo Supriani – 12 Toccatas for Cello, transcrise pentru violă de Marco Misciagna. Marco Misciagna (violă). MM. 2024[32]
- Émile Poilleux – 20 Études chantantes et caractéristiques for Violin, transcrise pentru violă de Marco Misciagna. Marco Misciagna (violă). MM. 2024[33]
- Antonio Bartolomeo Bruni – 25 Etudes for Viola (înregistrare în premieră mondială). Marco Misciagna (violă). MM. 2024[34]
- Franz Anton Hoffmeister – 12 Etudes for Viola. Marco Misciagna (violă). MM. 2025[35]
- Agustín Barrios Mangoré: Compoziții aranjate pentru violă solo de Marco Misciagna. Marco Misciagna (violă). MM. 2025[36]
- Georg Abraham Schneider – 6 Solos for Viola, Op. 19 & Variations, Op. 44 (aranjate pentru violă de Marco Misciagna). Marco Misciagna (violă). MM. 2025[37]

### EP-uri și single-uri
- Bohemian Rhapsody, aranjament pentru violă solo de Marco Misciagna (Live). MM. 2024[38]
- Tico-Tico no Fubá, aranjament pentru violă solo de Marco Misciagna (Live). MM. 2024[39]
- Samba pentru violă solo (Live), muzică de Marco Misciagna. MM. 2024[40]
- Heinrich Ignaz Franz Biber: Passacaglia pentru violă solo, aranjament de Marco Misciagna (Live). MM. 2024[41]
- Johann Sebastian Bach: Sonata nr. 1, BWV 1001, transcripție pentru violă de Marco Misciagna (Live). MM. 2024[42]
- Johann Sebastian Bach: Toccata și Fugă BWV 565, aranjament pentru violă de Marco Misciagna (Live). MM. 2024[43]
- Marco Anzoletti: Patru studii pentru violă solo – Studii nr. 2 și 5 (1919) / Studii nr. 2 și 11 Op.125 (1929). Marco Misciagna (violă). MM. 2024[44]
- Jiří Herold: Studii pentru violă (înregistrare în primă audiție mondială). Marco Misciagna (violă). MM. 2025[45]

## Compoziții originale și Aranjamente
Compoziții originale: 
- Doua capricii flamenco pt viola solo: El vito/Malagueña (o versiune pt vioara solo)[46]

- Introducere și variațiuni pe tema Mer Hayrenik (imnul național al Armeniei) pt viola solo[47]

- Morricone Film Suite pt viola solo (Suita in 8 mișcări, omagiu lui Ennio Morricone[48]

- Viola bluz pt viola solo[49]

- 6 Jazz Viola Preludiu pt viola solo (1. Ragtime, 2. Cafe Concert, 3. Ragtime, 4. Balada, 5. JS Bach Joke, 6. Viola Jazz Preludiu)[50]

- Jerusalem Fantasy pt viola solo (omagiu lui A. Vinitsky)[51]

- Samba pt viola solo (omagiu lui A. Vinitsky)[52]

- Star Wars Suita pt viola solo, omagiu lui John Williams[53]

- Capricci Jazz pt viola solo[54]

- 3 Piese, omagiu lui Charlie Byrd pt viola solo (1.Swing59, 2.Blues pt Felix, 3.spaniol viola bluz)[55]

- Fantezia pe un cântec popular irlandez “The Last Rosé of Summer” pt vioaransi pian/ Romolo Pio Misciagna, ediție revazuta și cadența pt vioara de Marco Misciagna[56]

Aranjamente:
- Isaac Albéniz: Asturias pt viola (da: Suita spaniola n.1 pentru pian, op. 47) / Rumores de la Caleta pt viola (da: Recuerdos de viraje pt pian op. 71)[57]
- Francisco Tárrega: Tango, Recuerdos de la Alhambra, Caprice árabe pt viola (original pentru chitara)[58]
- Fernando Sor: Andante - Duo for One Viola (da: 24 lecții progresive pt chitara op. 31)[59]
- Manuel de Falla: Danza del molinero aus El sombrero de trei picos pt viola[60]
- Julie Salvator Sagregas: El Colibri - Imitație zburătoare a picaflorului pt viola[61]
- Jacques Bittner: Suita pentru viola[62]
- Carl Philipp Emmanuel Bach: Pedal exerciții pt viola[63]
- Carl Philipp Emmanuel Bach: Sonata in la minor pt viola[64]
- Agustín Barrios Mangoré: La Catedral / Julia Florida pt viola (original pentru chitara)[65]
- Agustín Barrios Mangoré: La Catedral / Julia Florida pt cello (original pentru chitara)[66]

## Premii
- 2017 - Premiul “Arta, Sport și Teritoriu”- Excelenta din Puglia
- 2019 - Premiul internațional “Fântânile Romei” a 37a ediție[67]
- 2019 - Premiul Elmo “Istoria unei culturi normale”[68]
- 2019 - Premiul international - Medalia de aur “Maison des Artistes” (Universitatea La Sapienza din Roma);[69]
- 2019 - Premiul International Constantinus Magnus (Ordine Nemagnico Constantiniano di Santo Stefano)[70]
- 2019 - Premiul “Vigna d’Argento” (Palatul Montecitorio, Camera Deputaților, Roma)[71]
- 2019 - Premiul Internațional “Ducesa Lucreția Borgia”[72]
- 2019 - Premiul International Orașul Napoli pentru Arte, Cultura și Moda; IX Ediție Oscar Acadedemic[73]
- 2019 - “Cicero Award” (Fundația Marco Tulli Cicerone)[74]
- 2019 - Premiul Vincenzo Crocitti (VINCE International, Roma)[75]
- 2019 - Premiul Histonium d’Ore[76]
- 2019 - Premiul Mona Lisa 2019[77]
- 2020 - Premiul Ubaldo Lay[78]
- 2020 - Premiul “Chimera d’Argento”[79]
- 2021 - Premiul Național “Aquila d’Argento”[80]

## Onoruri
- Medalia de merite d’Argento pentru Giubileo de-l Sacro Militare Ordine Constantiniano di Sân Giorgio oferită in data de 16-04-2016[81]
- Medalia de argint Meritului pentru a 300 aniversare a Bolla Militantis Ecclesia promulgată de Papa Clemente XL a Sacrului Militar Ordinul Costantiniano de Sân Georgio oferită in 27/05/2018[82]
- Medalia de aur - Comemorarea a celei de a 150 aniversarea Operei Naționale a Ucrainei (mai 2018)[83]
- Cetățean de onoare a orașului Ayvalık-Turcia Februarie 2018 [84]
- Medalia cooperării Ucraina N-988-2 Noiembrie 2020[85]
- Medalia Ordinul Sân Giorgio Ucraina N. 1725 - Noiembrie 2020[86]
- Vizitator Distins ( Vizitator ilustru al orașului Santiago din Cuba)[87]